# 豬狩蒼彌
豬狩蒼彌（日语：／ Igari Sōya，2002年9月20日—
）是日本東京都出身的偶像、歌手、演員。身高173公分，血型A型。隸屬於STARTO ENETERTAINMENT，是旗下小傑尼斯團體「KEY TO LIT」的成員。

## 演出
僅列出個人出演

### 電視劇
- 戀愛病與混蛋組（2019年7月20日 - 9月21日、BS日本） - 主演・五島律（作為小傑尼斯第一次主演）[2]
  - 戀愛病與混蛋組 Season2（2022年1月25日 - 3月29日、日本電視台） - 主演・五島律（作為小傑尼斯第二次主演）[3]
- 全力！清潔員（2022年4月18日 - 6月20日、ABC電視台） - 主演・四村悠人（HiHi Jets成員5人主演）[4]
- 朋友遊戲R4 第3話 - 最終話（2022年8月6日 - 9月10日、朝日電視台） - 主演・鬼瓦百太郎[5]

### 電影
- オレたち応援屋!! We are Oh&Yeah!!（2020年10月23日、東寶） - 水野慧二[6]
- 老师的善意谎言（2024年7月5日、松竹） - 新妻祐希
- 不知戀愛的我們（2024年8月23日、松竹） - 瀬波太一

### 電視節目
- ZIP!「キテルネ!」（2023年4月 - 、日本電視台） - リポーター

### 電台劇
- Autoreverse（2020年12月、radiko） - 主演・橋本直[7]（與作間龍斗雙主演）[8]

### CM
- 森永製菓
  - 「大玉巧克力球」カリサク篇（2022年2月25日 - ） - Web廣告[9]
  - 「大玉巧克力球」もちもち篇（2022年8月29日 - ） - Web廣告
  - 「巧克力球」（2024年2月 - ）

## 外部連結
- Johnny's net > 小傑尼斯 （页面存档备份，存于） - 傑尼斯事務所官方網站
- 豬狩蒼彌 官方介紹 （页面存档备份，存于） - ISLAND TV